# Municipio de Pórdim
El municipio de Pórdim (búlgaro: Община Пордим) es un municipio búlgaro perteneciente a la provincia de Pleven.
En 2011 tenía 6426 habitantes, el 84,84% búlgaros y el 5,87% turcos. Algo menos de la tercera parte de la población del municipio vive en la capital municipal Pórdim.
Se ubica en el sureste de la provincia, al este de la capital provincial Pleven.

## Localidades
| Localidad  | Cirílico  | Población (diciembre de 2009) |
| ---------- | --------- | ----------------------------- |
| Pórdim     | Пордим    | 2117                          |
| Borislav   | Борислав  | 278                           |
| Válchitran | Вълчитрън | 1102                          |
| Zgálevo    | Згалево   | 682                           |
| Kámenets   | Каменец   | 972                           |
| Katéritsa  | Катерица  | 91                            |
| Ódarne     | Одърне    | 1057                          |
| Tótleben   | Тотлебен  | 815                           |
| Total      |           | 7114                          |